# Кимхэхянгё
Киджанхянгё (кор. 김해향교) — конфуцианская школа времён династии Чосон. Расположена в городе Кимхэ провинции Кёнсан-намдо, Республика Корея.

## История
Нет записей, для точного времени основания этой конфуцианской школы, но вероятно, по «Записи о Кимхэ-ыпе» (кор. 김해읍지), она находилась на востоке Кимхэ, но была разрушена оползнем. Современные здания конфуцианской школы Кимхэхянгё были построены в 1688 году, в 14-й год правления короля Сукчона. После реформы Кабо в 1895 году традиционное образование в конфуцианской школе прекратилось. Кимхэхянгё занесена в реестр памятников архитектурии провинции Кёнсан-намдо под номером 217.

## Структура
Конфуцианская школа Кимхэхянгё состоит из главных двухэтажных ворот Пунхвару (кор. 풍화루), зала Тэсонджон (кор. 대성전), посвященного корейским и китайским конфуцианским мудрецам и святым, лекционного зала Мённюндан (кор. 명륜당), где читались лекции, и общежитий Тонджэ (кор. 동재) и Соджэ (кор. 서재) для учащихся.